# کوچمشک
کوچمشک، روستایی است از توابع بخش مرکزی شهرستان سلماس استان آذربایجان غربی ایران.

## جمعیت
این روستا در دهستان زولاچای قرار داشته و بر اساس سرشماری سال ۱۳۸۵ جمعیت آن ۵۷۶نفر (۱۴۰ خانوار) 
بوده‌است.